# Phytomyza callianthemi
Phytomyza callianthemi este o specie de muște din genul Phytomyza, familia Agromyzidae, descrisă de Erich Martin Hering în anul 1944.
Este endemică în Austria. Conform Catalogue of Life specia Phytomyza callianthemi nu are subspecii cunoscute.